# Tony Tornado
Tony Tornado OMC, nome artístico de Antônio Viana Gomes, (Presidente Prudente, 26 de maio de 1930) é um ator, cantor e compositor brasileiro. Um dos principais nomes da música black music e precursor do estilo afro no país, consagrou-se tanto na área musical, como na atuação.
Em 1970, foi o vencedor da fase brasileira do V Festival Internacional da Canção com a canção soul "BR-3".

## Biografia
Filho de pai guianense e mãe brasileira, nasceu em Itororó do Paranapanema, território pertencente à época do seu nascimento ao municípioregião de Presidente Prudente. Aos 12 anos de idade Tony fugiu de casa e foi parar no Rio de Janeiro onde se tornou menino de rua e ganhava a vida vendendo amendoim e engraxando sapatos.
Aos 18 anos serviu na Escola de Paraquedismo de Deodoro junto com o empresário Silvio Santos. 
Em 1957, lutou no Canal de Suez.

## Carreira
Tony iniciou sua carreira artística nos anos 60 com o nome artístico de Tony Checker, dublando e dançando no programa "Hoje é Dia de Rock" de Jair de Taumaturgo, nessa época Tony imitava os cantores Chubby Checker e Little Richard.
Ainda nos anos 60, viajou aos Estados Unidos onde morou por cinco anos em Nova York.
Em Nova York, Tony atuou como traficante de drogas e cafetão. Para enganar o departamento de imigração, fingia ser funcionário de um lava-rápido. Nessa época, Tony conheceu outro brasileiro que também morava em Nova York, o também cantor Tim Maia.
De volta ao Brasil em 1969, trabalhou no conjunto de Ed Lincoln e, sob o pseudônimo de Johnny Bradfort, cantava numa boate cujo dono o obrigava a se passar por estrangeiro. O cantor Emílio Santiago substituiu Tony Tornado no conjunto musical, quando este saiu para disputar o V Festival Internacional da Canção, no Rio de Janeiro.
Em 1970, adotou o nome com o qual passou a ser conhecido "Tony Tornado". Influenciado por James Brown, Tony foi um dos artistas que introduziu a soul music e o funk na música brasileira.

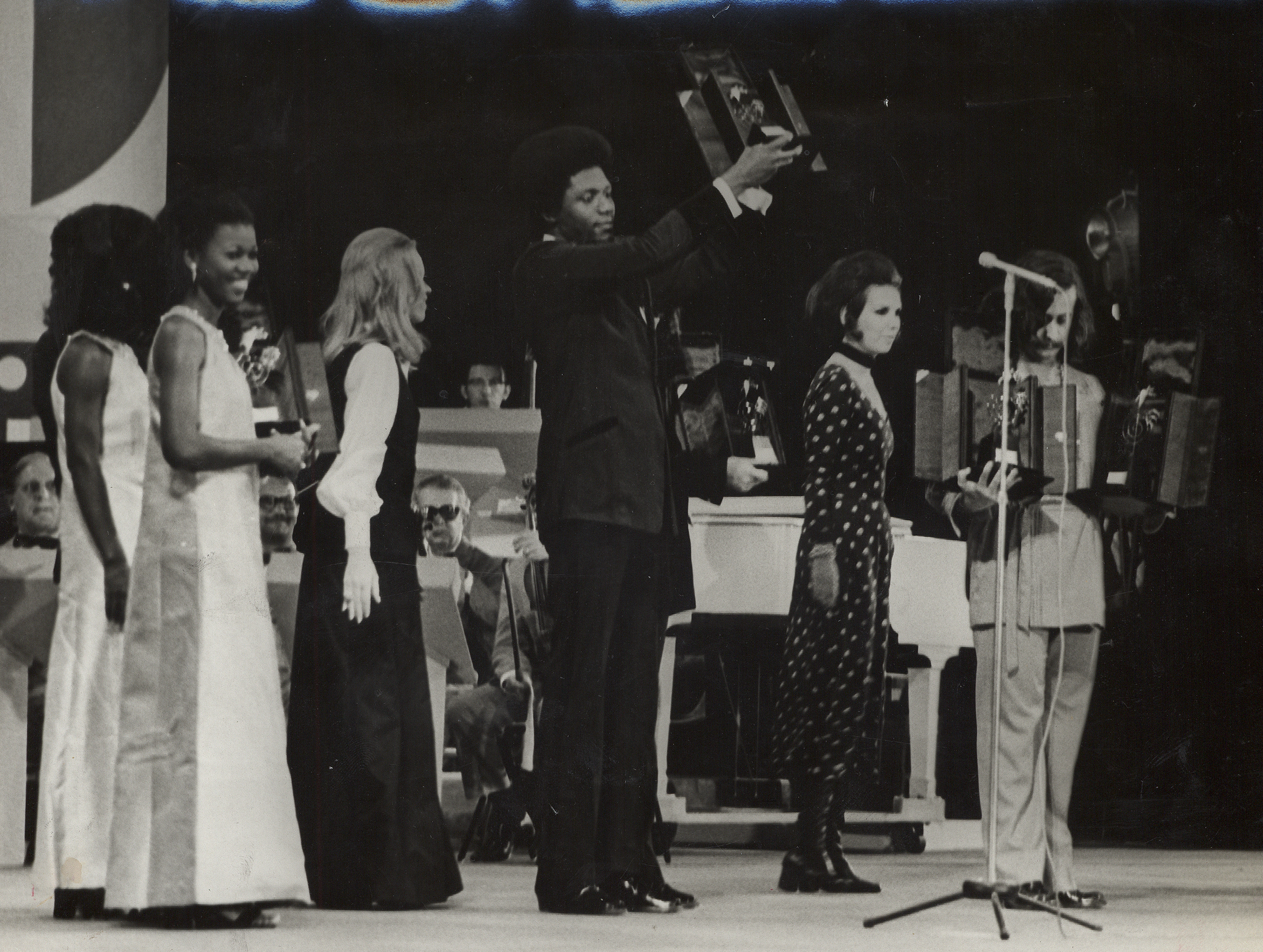
Tony Tornado e Trio Ternura, no Festival Internacional da Canção, 1970. Arquivo Nacional.

Nesse mesmo ano, ao lado do Trio Ternura defendeu a canção BR-3, que conseguiu o primeiro lugar no festival. Estreou na televisão em 1972 com a novela Jerônimo, da TV Tupi. 
Participa frequentemente de várias novelas e minisséries. O maior papel de sua carreira na TV foi Gregório Fortunato, o "Anjo Negro", chefe da segurança pessoal do presidente e estadista Getúlio Vargas, na minissérie Agosto, de 1993, baseada na obra de Rubem Fonseca. Outro papel marcante de sua carreira foi o capataz Rodésio, que trabalhava para a viúva Porcina (Regina Duarte), em Roque Santeiro - tão marcante que, em um dos finais gravados, era Rodésio quem terminava ao lado de Porcina, que no entanto foi vetado pela emissora Globo por medo da reação do público. 
Foi casado com a atriz Arlete Salles na década de 70.
Tony voltou a se apresentar nos palcos de todo país cantando seus maiores sucessos, acompanhado da banda Funkessência e de seu filho, o cantor e também ator Lincoln Tornado.
Em 2016, participou de um clipe da canção "Mandamentos Black" de Gerson King Combo em uma campanha de marketing da plataforma de streaming Netflix para divulgar a série The Get Down sobre o surgimento do hip hop na década de 1970.

## Trajetória na Ditadura Militar
O período da ditadura militar (1964), foi um período marcado por manifestações de movimentos sociais e políticos, onde este artista usou a sua música para expressar sua mensagem denunciando as torturas desse regime ditatorial e opressor. Uma de suas prisões ocorreu em agosto de 1970, durante o show de Elis Regina no programa "Alô Brasil aquele Abraço" transmitido pela TV Globo, Tony foi preso por fazer o símbolo dos "Panteras Negras",
 “Deu vontade na hora”. Ele diz ter encarnado os ativistas negros Stokely Carmichael ou James Baldwin. “Vou levantar o punho como haviam levantado os atletas nas Olimpíadas”
Após sua expressão, Tony foi preso e levado para o Dops do Maracanãzinho no Rio de Janeiro.

## Discografia

Tony Tornado e Silvio Santos.

### Álbuns de Estúdio
- 1971: Toni Tornado
- 1972: Toni Tornado

### No Conjunto de Ed Lincoln
- 1968: Ed Lincoln
- 1969: De Savoya Combo

### Como convidado
- 1996: J. Quest do Jota Quest

## Filmografia

### Televisão
| Ano       | Título                                   | Papel                         | Nota                                  |
| --------- | ---------------------------------------- | ----------------------------- | ------------------------------------- |
| 2025      | Êta Mundo Melhor!                        | Lúcio                         |                                       |
| 2025      | Encantado's                              | Fogueira                      | Episódio: "Bate-Bola"                 |
| 2025      | Volta por Cima                           | Mascarenhas                   | Episódios: "26–28 de fevereiro"       |
| 2024      | Garota do Momento                        | Tony Viana                    | Episódio: "27 de novembro"            |
| 2024      | Hoje É Dia das Crianças                  | Acácio                        | Especial de dia das crianças          |
| 2023      | A Divisão                                | Zacarias Mendonça             | Temporada 3                           |
| 2023      | Amor Perfeito                            | Frei Tomé                     |                                       |
| 2022      | Encantado's                              | Fogueira                      | Episódio: "Alegorias e Adereços"      |
| 2019      | Juntos a Magia Acontece                  | Antônio                       | Especial de fim de ano                |
| 2017–2021 | Carcereiros                              | Valdir                        |                                       |
| 2017      | A Fórmula                                | Lisboa                        |                                       |
| 2015–17   | Zorra                                    | Vários personagens            |                                       |
| 2012–15   | Zorra Total                              | Vários personagens            |                                       |
| 2012      | Amor Eterno Amor                         | Antônio                       |                                       |
| 2011      | Cordel Encantado                         | Damião dos Anjos              |                                       |
| 2010      | Escrito nas Estrelas                     | Xavier Furacão                |                                       |
| 2009      | Cama de Gato                             | Péricles Tibiriçá             |                                       |
| 2007–09   | Zorra Total                              | Tonho / Mordomo Chuchanel     |                                       |
| 2006      | A Turma do Didi                          | Tony                          |                                       |
| 2006      | A Diarista                               | Vovó Figueira                 | Episódio: "Aquele da Copa"            |
| 2006      | Belíssima                                | Isaltino de Sousa             | Episódios: "6–7 de julho"             |
| 2005      | Sob Nova Direção                         | Tonho                         | Episódio: "A Um Passo da Maternidade" |
| 2005      | A Diarista                               | Chefe do cerimonial           | Episódio: "Dente Inocente"            |
| 2004      | Começar de Novo                          | Xavier Boaventura             |                                       |
| 2003      | Kubanacan                                | Tito Pachu                    |                                       |
| 2002      | O Beijo do Vampiro                       | Pedrão / Godzilla             |                                       |
| 2001      | Roda da Vida                             | Malaquias                     |                                       |
| 1999      | Você Decide                              | Médico                        | Episódio: "O Terceiro Homem"          |
| 1999      | Sai de Baixo                             | Doutor Tornado                | Episódio: "O Primeiro Homem"          |
| 1999      | Andando nas Nuvens                       | Tião Alemão                   |                                       |
| 1997      | Sai de Baixo                             | Príncipe Mobuto Kanu          | Episódio: "Papa África"               |
| 1996–98   | Caça Talentos                            | Avalanche                     |                                       |
| 1995      | Cara & Coroa                             | Anselmo Santos                |                                       |
| 1995      | Engraçadinha: Seus Amores e Seus Pecados | Jurista                       |                                       |
| 1994      | Quatro por Quatro                        | Henrique (Henricão)           |                                       |
| 1994      | Pátria Minha                             | Custódio                      |                                       |
| 1994      | A Viagem                                 | Chefão                        |                                       |
| 1993      | Olho no Olho                             | Gilberto                      |                                       |
| 1993      | Agosto                                   | Gregório Fortunato            |                                       |
| 1993      | Sex Appeal                               | Montanha Tibúrcio             |                                       |
| 1992      | Você Decide                              | Doutor                        | Episódio: "Amor e Preconceito"        |
| 1991      | Vamp                                     | Pai Gil                       |                                       |
| 1990      | Gente Fina                               | Dagmar                        |                                       |
| 1988      | Chapadão do Bugre                        | Sargento Hermegenildo         |                                       |
| 1986      | Sinhá Moça                               | Justo Filho (Capitão do Mato) |                                       |
| 1985      | Tenda dos Milagres                       | Zé da Alma Grande             |                                       |
| 1985      | Roque Santeiro                           | Rodésio                       |                                       |
| 1982–83   | Balança Mas Não Cai                      | Mordomo Charles               |                                       |
| 1978–85   | Os Trapalhões                            | Vários personagens            |                                       |
| 1976      | Tchan, a Grande Sacada                   | Buddy Grafitti                |                                       |
| 1972      | Jerônimo, o Herói do Sertão              | João Corisco                  |                                       |

### Cinema
| Ano  | Título                                     | Personagem       |
| ---- | ------------------------------------------ | ---------------- |
| 2025 | A Lista                                    | Osnir            |
| 2022 | Juntos e Enrolados                         | Olavo            |
| 2021 | Helen                                      | Antônio          |
| 2019 | O Amor Dá Trabalho                         | Delegado         |
| 2018 | Os Farofeiros                              | Alberto          |
| 2013 | Odeio o Dia dos Namorados                  | Jandir           |
| 2005 | Um Lobisomem na Amazônia                   | Delegado Barreto |
| 2004 | Redentor                                   | Tonelada         |
| 2004 | Um Show de Verão                           | Leão-de-chácara  |
| 2003 | Casseta & Planeta: A Taça do Mundo é Nossa | Segurança        |
| 1991 | Vai Trabalhar, Vagabundo II                | Manelão          |
| 1991 | A Grande Arte                              | Guarda-costas    |
| 1990 | O Gato de Botas Extraterrestre             | Soldado Real     |
| 1988 | Natal da Portela                           |                  |
| 1985 | O Rei do Rio                               | Kidoka           |
| 1984 | Quilombo                                   | Ganga Zumba      |
| 1984 | Os Trapalhões e o Mágico de Oróz           | Carcará Líder    |
| 1983 | As Taras das Sete Aventureiras             | Bola Branca      |
| 1981 | A Casa de Irene                            |                  |
| 1980 | Pixote, a Lei do Mais Fraco                | Cristal          |
| 1979 | Tráfico de Fêmeas                          | Tony             |
| 1979 | Uma Cama para Sete Noivas                  |                  |
| 1977 | Ouro Sangrento                             | Antoine Leblanc  |
| 1977 | A Praia do Pecado                          | Netinho          |
| 1977 | As Amantes de um Canalha                   | Moisés           |
| 1976 | Chão Bruto                                 | Das Moças        |
| 1976 | Pesadelo Sexual de um Virgem               | Exorcista negro  |
| 1975 | Os Pilantras da Noite                      | Napoleão         |
| 1975 | Clube das Infiéis                          | Januário         |
| 1973 | A Virgem                                   | Durva            |
| 1971 | Tô na Tua, ô Bicho                         |                  |

## Prêmios e indicações
| Ano  | Prêmio                                 | Categoria                     | Indicação               | Resultado | Ref.   |
| ---- | -------------------------------------- | ----------------------------- | ----------------------- | --------- | ------ |
| 1970 | Festival Internacional da Canção       | Melhor Canção - Fase Nacional | BR-3 (com Trio Ternura) | Venceu    | [ 22 ] |
| 2005 | Troféu Raça Negra                      | Conjunto da Obra              | Homenagem               | Venceu    | [ 23 ] |
| 2011 | Troféu Raça Negra                      | Melhor Ator                   | Cordel Encantado        | Indicado  | [ 24 ] |
| 2019 | Troféu Raça Negra                      | Carreira                      | Homenagem               | Venceu    | [ 25 ] |
| 2022 | Fest Aruanda do Audiovisual Brasileiro | Troféu Aruanda                | Homenagem               | Venceu    | [ 26 ] |
| 2023 | Mostra de Cinema de Ouro Preto         | Troféu Vila Rica              | Homenagem               | Venceu    | [ 27 ] |
| 2023 | Prêmio Guarani de Cinema Brasileiro    | Guarani Honorário             | Homenagem               | Venceu    | [ 28 ] |
| 2023 | Prêmio Potências!                      | Ator do Ano                   | Amor Perfeito           | Indicado  | [ 29 ] |
| 2023 | Melhores do Ano                        | Ator Coadjuvante              | Amor Perfeito           | Indicado  | [ 30 ] |
| 2023 | Melhores do Ano - Duh Secco            | Ator Coadjuvante              | Amor Perfeito           | Indicado  | [ 31 ] |